# Trois Miracles de saint Zénobe (Londres)
Trois Miracles de saint Zénobe est un tableau réalisé par le peintre italien Sandro Botticelli vers 1500. Cette tempera sur bois est la deuxième des quatre qui constituent les Scènes de la vie de saint Zénobe, que l'artiste consacre à Zénobe de Florence. Elle le représente accomplissant trois miracles sur une même place publique de Florence : de gauche à droite, l'exorcisme de deux jeunes gens, la résurrection d'un enfant et la restitution de la vue à un aveugle. L'œuvre est conservée à la National Gallery, à Londres, au Royaume-Uni.